# Nippon Telegraph and Telephone
Japan Telegraph and Telephone Corporation (日本電信電話株式会社 (Nhật Bản Điện tín Điện thoại Chu thức hội xã) Nippon Denshin Denwa Kabushiki-kaisha) thường được viết tắt thành NTT, là một công ty viễn thông của Nhật Bản có trụ sở tại Tokyo, Nhật Bản. Xếp thứ 65 trong danh sách Fortune Global 500, NTT là công ty viễn thông lớn thứ tư trên thế giới về doanh thu.
Công ty được thành lập theo Luật NTT Law. Mục đích của công ty này theo luật trên là để sở hữu toàn bộ cổ phần do NTT East và NTT West phát hành và để đảm bảo sự ổn định của việc cung cấp dịch vụ viễn thông trên toàn bộ Nhật Bản bao gồm cả các khu vực nông thôn của các công ty trên, cũng như việc thực hiện các nghiên cứu có liên quan đến các công nghệ viễn thông mà sẽ là gốc rễ cho các cải tiến về mặt viễn thông
Tuy công ty NTT được liệt kê trên các thị trường chứng khoán Tokyo, Osaka, New York, và Luân Đôn, Chính phủ Nhật Bản vẫn sở hữu khoảng 1/3 cổ phần của NTT, theo Luật NTT.